# کریستینا بنت لند
کریستینا بنت لند (انگلیسی: Christina Bennett Lind؛ زادهٔ ۲۲ مارس ۱۹۸۳) یک هنرپیشه اهل ایالات متحده آمریکا است. 